# Albaniens demokratiska socialistiska parti
Albaniens demokratiska socialistiska parti (albanska: Partia Demokracia Sociale e Shqiperise) är ett politiskt parti i Albanien. Partiledare är Paskal Milo.
I parlamentsvalet 2005 fick partiet 2 mandat i parlamentet av totalt 140 mandat.